# Trente-troisième district congressionnel du Texas
Le 33e district congressionnel du Texas est un district créé à la suite du recensement de 2010. Les premiers candidats se sont présentés aux élections parlementaires de 2012 et ont siégé au 113e Congrès des États-Unis.
Le 33e district est composé de deux comtés du Texas : le Comté de Dallas et le Comté de Tarrant. Dans le Comté de Dallas, le district couvre une partie de Dallas, Irving, Grand Prairie, Farmers Branch, Carrollton et l'ensemble de Cockrell Hill. Dans le Comté de Tarrant, le district comprend des parties d'Arlington, Forest Hill, Fort Worth, Grand Prairie, Haltom City, Saginaw et Sansom Park, ainsi que la totalité d'Everman.
Il est actuellement représenté par le Démocrate Marc Veasey.

## Historique de vote
| Année | Poste      | Résultats                |
| ----- | ---------- | ------------------------ |
| 2012  | Président  | Obama 72,6 % – 27,3 %    |
| 2016  | Président  | Clinton 75,4 % – 24,6 %  |
| 2018  | Sénat      | O'Rourke 77,9 % – 22,1 % |
| 2018  | Gouverneur | Valdez 74,0 % – 26,0 %   |
| 2020  | Président  | Biden 74,0 % – 26,0 %    |

## Liste des Représentants du district
| Membre                             | Parti     | Années                   | Congrès     | Histoire électorale                                                                                    | Zone géographique                         |
| ---------------------------------- | --------- | ------------------------ | ----------- | --- | ----------------------------------------- |
| District établit le 3 janvier 2013 |           |                          |             | |                                           |
| Marc Veasey                        | Démocrate | 3 janvier 2013 - Présent | 113e - 119e | Élu en 2012. Réélu en 2014. Réélu en 2016. Réélu en 2018. Réélu en 2020. Réélu en 2022. Réélu en 2024. | 2013–2023 Parties de Dallas et Tarrant    |
| Marc Veasey                        | Démocrate | 3 janvier 2013 - Présent | 113e - 119e | Élu en 2012. Réélu en 2014. Réélu en 2016. Réélu en 2018. Réélu en 2020. Réélu en 2022. Réélu en 2024. | 2023–Présent Parties de Dallas et Tarrant |

## Résultats des récentes élections
Voici les résultats des dix précédents cycles électoraux dans le district.

### 2012
| Élection de 2012 du 33e district congressionnel du Texas, | Élection de 2012 du 33e district congressionnel du Texas, | Élection de 2012 du 33e district congressionnel du Texas, | Élection de 2012 du 33e district congressionnel du Texas, | Élection de 2012 du 33e district congressionnel du Texas, |
| --------------------------------------------------------- | --------------------------------------------------------- | --------------------------------------------------------- | --------------------------------------------------------- | --------------------------------------------------------- |
| Parti                                                     | Parti                                                     | Candidat                                                  | Votes                                                     | %                                                         |
|                                                           | Démocrate                                                 | Marc Veasey (sortant)                                     | 85 114                                                    | 72,51                                                     |
|                                                           | Républicain                                               | Chuck Bradley                                             | 30 252                                                    | 25,77                                                     |
|                                                           | Vert                                                      | Ed Lindsay                                                | 2009                                                      | 1,71                                                      |
| Total des votes                                           | Total des votes                                           | Total des votes                                           | 117 375                                                   | 100 %                                                     |
|                                                           | Les Démocrates conservent                                 |                                                           |                                                           |                                                           |

### 2014
| Élection de 2014 du 33e district congressionnel du Texas | Élection de 2014 du 33e district congressionnel du Texas | Élection de 2014 du 33e district congressionnel du Texas | Élection de 2014 du 33e district congressionnel du Texas | Élection de 2014 du 33e district congressionnel du Texas |
| -------------------------------------------------------- | -------------------------------------------------------- | -------------------------------------------------------- | -------------------------------------------------------- | -------------------------------------------------------- |
| Parti                                                    | Parti                                                    | Candidat                                                 | Votes                                                    | %                                                        |
|                                                          | Démocrate                                                | Marc Veasey (sortant)                                    | 43 769                                                   | 86,51                                                    |
|                                                          | Libertarien                                              | Jason Reeves                                             | 6823                                                     | 13,49                                                    |
| Total des votes                                          | Total des votes                                          | Total des votes                                          | 50 592                                                   | 100 %                                                    |
|                                                          | Les Démocrates conservent                                |                                                          |                                                          |                                                          |

### 2016
| Élection de 2016 du 33e district congressionnel du Texas | Élection de 2016 du 33e district congressionnel du Texas | Élection de 2016 du 33e district congressionnel du Texas | Élection de 2016 du 33e district congressionnel du Texas | Élection de 2016 du 33e district congressionnel du Texas |
| -------------------------------------------------------- | -------------------------------------------------------- | -------------------------------------------------------- | -------------------------------------------------------- | -------------------------------------------------------- |
| Parti                                                    | Parti                                                    | Candidat                                                 | Votes                                                    | %                                                        |
|                                                          | Démocrate                                                | Marc Veasey (sortant)                                    | 93 147                                                   | 73,71                                                    |
|                                                          | Républicain                                              | M. Mark Mitchell                                         | 33 222                                                   | 26,29                                                    |
| Total des votes                                          | Total des votes                                          | Total des votes                                          | 126 369                                                  | 100 %                                                    |
|                                                          | Les Démocrates conservent                                |                                                          |                                                          |                                                          |

### 2018
| Élection de 2018 du 33e district congressionnel du Texas | Élection de 2018 du 33e district congressionnel du Texas | Élection de 2018 du 33e district congressionnel du Texas | Élection de 2018 du 33e district congressionnel du Texas | Élection de 2018 du 33e district congressionnel du Texas |
| -------------------------------------------------------- | -------------------------------------------------------- | -------------------------------------------------------- | -------------------------------------------------------- | -------------------------------------------------------- |
| Parti                                                    | Parti                                                    | Candidat                                                 | Votes                                                    | %                                                        |
|                                                          | Démocrate                                                | Marc Veasey (sortant)                                    | 90 805                                                   | 76,16                                                    |
|                                                          | Républicain                                              | Willie Billups                                           | 26 120                                                   | 21,91                                                    |
|                                                          | Libertarien                                              | Jason Reeves                                             | 2299                                                     | 1,93                                                     |
| Total des votes                                          | Total des votes                                          | Total des votes                                          | 119 224                                                  | 100 %                                                    |
|                                                          | Les Démocrates conservent                                |                                                          |                                                          |                                                          |

### 2020
| Élection de 2020 du 33e district congressionnel du Texas | Élection de 2020 du 33e district congressionnel du Texas | Élection de 2020 du 33e district congressionnel du Texas | Élection de 2020 du 33e district congressionnel du Texas | Élection de 2020 du 33e district congressionnel du Texas |
| -------------------------------------------------------- | -------------------------------------------------------- | -------------------------------------------------------- | -------------------------------------------------------- | -------------------------------------------------------- |
| Parti                                                    | Parti                                                    | Candidat                                                 | Votes                                                    | %                                                        |
|                                                          | Démocrate                                                | Marc Veasey (sortant)                                    | 105 317                                                  | 66,82                                                    |
|                                                          | Républicain                                              | Fabian Vasquez                                           | 39 638                                                   | 25,15                                                    |
|                                                          | Indépendant                                              | Carlos Quintanilla                                       | 8071                                                     | 5,12                                                     |
|                                                          | Libertarien                                              | Jason Reeves                                             | 2586                                                     | 1,64                                                     |
|                                                          | Indépendant                                              | Rene Welton                                              | 1994                                                     | 1,26                                                     |
| Total des votes                                          | Total des votes                                          | Total des votes                                          | 157 606                                                  | 100 %                                                    |
|                                                          | Les Démocrates conservent                                |                                                          |                                                          |                                                          |

### 2022
| Primaire Démocrate de 2022 du 33e district congressionnel du Texas | Primaire Démocrate de 2022 du 33e district congressionnel du Texas | Primaire Démocrate de 2022 du 33e district congressionnel du Texas | Primaire Démocrate de 2022 du 33e district congressionnel du Texas | Primaire Démocrate de 2022 du 33e district congressionnel du Texas |
| ------------------------------------------------------------------ | ------------------------------------------------------------------ | ------------------------------------------------------------------ | ------------------------------------------------------------------ | ------------------------------------------------------------------ |
| Parti                                                              | Parti                                                              | Candidat                                                           | Votes                                                              | %                                                                  |
|                                                                    | Démocrate                                                          | Marc Veasey (sortant)                                              | 16 806                                                             | 69,5                                                               |
|                                                                    | Démocrate                                                          | Carlos Quintanilla                                                 | 7373                                                               | 30,5                                                               |

| Primaire Républicaine de 2022 du 33e district congressionnel du Texas | Primaire Républicaine de 2022 du 33e district congressionnel du Texas | Primaire Républicaine de 2022 du 33e district congressionnel du Texas | Primaire Républicaine de 2022 du 33e district congressionnel du Texas | Primaire Républicaine de 2022 du 33e district congressionnel du Texas |
| --------------------------------------------------------------------- | --------------------------------------------------------------------- | --------------------------------------------------------------------- | --------------------------------------------------------------------- | --------------------------------------------------------------------- |
| Parti                                                                 | Parti                                                                 | Candidat                                                              | Votes                                                                 | %                                                                     |
|                                                                       | Républicain                                                           | Patrick Gillespie                                                     | 5709                                                                  | 63,5                                                                  |
|                                                                       | Républicain                                                           | Robert MacGlaflin                                                     | 3284                                                                  | 36,5                                                                  |

| Élection de 2022 du 33e district congressionnel du Texas | Élection de 2022 du 33e district congressionnel du Texas | Élection de 2022 du 33e district congressionnel du Texas | Élection de 2022 du 33e district congressionnel du Texas | Élection de 2022 du 33e district congressionnel du Texas |
| -------------------------------------------------------- | -------------------------------------------------------- | -------------------------------------------------------- | -------------------------------------------------------- | -------------------------------------------------------- |
| Parti                                                    | Parti                                                    | Candidat                                                 | Votes                                                    | %                                                        |
|                                                          | Démocrate                                                | Marc Veasey (sortant)                                    | 82 081                                                   | 72,0                                                     |
|                                                          | Républicain                                              | Patrick Gillespie                                        | 29 203                                                   | 25,6                                                     |
|                                                          | Libertarien                                              | Ken Ashby                                                | 2746                                                     | 2,4                                                      |
| Total des votes                                          | Total des votes                                          | Total des votes                                          | 114 030                                                  | 100 %                                                    |
|                                                          | Les Démocrates conservent                                |                                                          |                                                          |                                                          |

### 2024
| Primaire Démocrate de 2024 du 33e district congressionnel du Texas | Primaire Démocrate de 2024 du 33e district congressionnel du Texas | Primaire Démocrate de 2024 du 33e district congressionnel du Texas | Primaire Démocrate de 2024 du 33e district congressionnel du Texas | Primaire Démocrate de 2024 du 33e district congressionnel du Texas |
| ------------------------------------------------------------------ | ------------------------------------------------------------------ | ------------------------------------------------------------------ | ------------------------------------------------------------------ | ------------------------------------------------------------------ |
| Parti                                                              | Parti                                                              | Candidat                                                           | Votes                                                              | %                                                                  |
|                                                                    | Démocrate                                                          | Marc Veasey (sortant)                                              | 15 313                                                             | 68,3                                                               |
|                                                                    | Démocrate                                                          | Carlos Quinanilla                                                  | 7102                                                               | 31,7                                                               |

| Primaire Républicaine de 2024 du 33e district congressionnel du Texas | Primaire Républicaine de 2024 du 33e district congressionnel du Texas | Primaire Républicaine de 2024 du 33e district congressionnel du Texas | Primaire Républicaine de 2024 du 33e district congressionnel du Texas | Primaire Républicaine de 2024 du 33e district congressionnel du Texas |
| --------------------------------------------------------------------- | --------------------------------------------------------------------- | --------------------------------------------------------------------- | --------------------------------------------------------------------- | --------------------------------------------------------------------- |
| Parti                                                                 | Parti                                                                 | Candidat                                                              | Votes                                                                 | %                                                                     |
|                                                                       | Républicain                                                           | Patrick Gillespie                                                     | 6144                                                                  | 61,6                                                                  |
|                                                                       | Républicain                                                           | Kurt L. Schwab                                                        | 3833                                                                  | 38,4                                                                  |

| Élection de 2024 du 33e district congressionnel du Texas | Élection de 2024 du 33e district congressionnel du Texas | Élection de 2024 du 33e district congressionnel du Texas | Élection de 2024 du 33e district congressionnel du Texas | Élection de 2024 du 33e district congressionnel du Texas |
| -------------------------------------------------------- | -------------------------------------------------------- | -------------------------------------------------------- | -------------------------------------------------------- | -------------------------------------------------------- |
| Parti                                                    | Parti                                                    | Candidat                                                 | Votes                                                    | %                                                        |
|                                                          | Démocrate                                                | Marc Veasey (sortant)                                    | TBD                                                      | TBD                                                      |
|                                                          | Républicain                                              | Patrick Gillespie                                        | TBD                                                      | TBD                                                      |
|                                                          | Libertarien                                              | Ken Ashby                                                | TBD                                                      | TBD                                                      |
| Total des votes                                          | Total des votes                                          | Total des votes                                          | TBD                                                      | 100 %                                                    |
|                                                          |                                                          |                                                          |                                                          |                                                          |